# Vicente Comas
Vicente Juan Martín Comas Casasayas (Valencia, 20 de abril de 1811 - Jerusalén, 10 de noviembre de 1884) fue un compositor y maestro de capilla español.

## Vida
Nació en la ciudad de Valencia, el 20 de abril de 1811, hijo del barcelonés Ignacio Comas y la rocafortana Teresa Casasayas, ambos tejedores. El 24 de febrero de 1819 se confirmó en Palma de Mallorca, aunque se desconoce la razón del traslado.
Las próximas noticias suyas que se tienen son de 1829, cuando con 18 años se presentó a las oposiciones para la plaza de primer organista de la Catedral de Gerona. Ninguno de los tres candidatos mostró las cualidades suficientes para ocupar el cargo, pero Comas consiguió la plaza de organista segundo.
El 28 de noviembre de 1831 ganó las oposiciones a maestro de capilla de la Iglesia arciprestal de Morella, ganando a otros dos aspirantes. Tuvo que esperar al 12 de mayo de 1832 para conseguir el permiso del obispado de Valencia para poder tonsurarse y el 23 de julio de 1832 fue ordenado por el obispo Joaquín López y Sicilia. Finalmente el 12 de agosto de 1832 pudo tomar posesión del cargo. La familia de Comas no tenía los medios para financiar su ordenación y pagar la colación de su beneficio, así que tuvo que pedir un préstamo a 1000 reales de vellón al clero morellano, que se lo entregó en forma de fianza.
En Morella realizó diversas funciones en la iglesia, aparte de las de organista y maestro de capilla. Durante su estancia consiguió el dinero para que se remendara la iglesia y el órgano de la arciprestal de Santa María la Mayor de Morella, muy dañados por las guerras. En 1839 interpuso una causa ante el juez para reclamar los beneficios que le correspondían en Catí, porque las rentas que por su beneficio no llegaban. Finalmente se retiró la demanda en 1841 vistas las circunstancias poco favorables y la falta de recursos para llevarlo adelante. A pesar de ello, en 1847 conseguía devolver el dinero prestado por la iglesia de Morella. Durante su maestría también enseñó música a numerosos jóvenes locales y fundó una banda musical que llamó «del Rosario». Permaneció en Morella de 1831 a 1853, ausentándose en contadas ocasiones.

### Maestría en Teruel
Tras 21 años al servicio de la Iglesia en Morella, Comas se presentó a la vacante para organista en la Catedral de Teruel, donde, como único candidato, consiguió la plaza por unanimidad. Fueron sus examinadores el organista, Joaquín Gonzalbo —que pasaría a ser organista segundo—, y, el tenor, Andrés Marín. Tomó posesión del cargo el 10 de marzo de 1852. No había pasado un año cuando se interesó por las oposiciones para maestro de la Catedral de Granada.
En vista del posible interés de Comas por la plaza de organista en Orihuela y la printa jubilación del maestro de cpailla, se le concedió un salario anual de 640 reales de vellón para regir la capilla y enseñar a los niños del coro. Tras la jubilación del maestro Gerónimo Navarro el 6 de febrero de 1855, se nombró a Comes maestro de capilla de la metropolitana turolense y «gefe» de los músicos y «maestro y gefe» de los infantes. El 7 de enero de 1856 recibió 320 reales como organista y maestro de capilla, la mitad de lo recibido en 1853.
El 17 de septiembre de 1856 tomó el hábito franciscano, por lo que renunció al cargo de maestro de capilla. El 3 de noviembre se aceptó la renuncia y el 15 de octubre de 1857 se declaró el cargo vacante. Se publicaron edictos parar buscar a un nuevo maestro, que se renovaron el 1 de febrero de 1858. No fue hasta el 13 de junio de 1858 que tomó posesión el nuevo organista Luis Ballester.

### Estancia en Priego (Cuenca) y Jerusalén
Se trasladó a Priego (Cuenca), donde se encontraba el Colegio de Misiones para Tierra Santa y Marruecos, donde ingresó el 17 de septiembre de 1856. Tomó los hábitos franciscanos el 17 de septiembre de 1857. No se sabe mucho de su estancia allí, puesto que los archivos del Colegio desaparecieron con el convento a finales del siglo XIX.
El 25 de enero de 1859 embarcó para Tierra Santa desde Valencia y el 19 de febrero llegó a Jafa. En Jerusalén ocupó el cargo de organista en el Convento del Santo Sepulcro y posteriormente en el de San Salvador.
Falleció en Jerusalén el 10 de noviembre de 1884, siendo registrada su muerte con el texto: «R.P. Vincentius Comas a Valentia, Prov. Castellae, organorum modulator, pluriumque operum musicorum auctor».

## Obra
Ferrer se refiere a Comas como uno de los organistas más importantes de España y de Europa en su época. Era conocido por su capacidad de imporivisar.

Era admirable oírle improvisar sobre infinitos temas y poner en juego diferentes registros por medio de múltiples combinaciones, siempre con pureza y corrección.
[...]
[...] lejos de recibir honores terrenos, muy al contrario, renunció al mundo y canalizó toda su inspiración musical para rendir
homenaje como humilde ofrenda religiosa, al Santo Sepulcro de Jerusalén y San Salvador.

En Teruel y Morella se conservan numerosas obras de Comas, legado que fue ampliado en 2018 con el estudio de Elena Aguilar Gasulla sobre el maestro. Las obras que pudieran conservarse en Tierra Santa no se han podido localizar.